# Thouinia hypoleuca
Thouinia hypoleuca är en kinesträdsväxtart som beskrevs av A. Borhidi. Thouinia hypoleuca ingår i släktet Thouinia och familjen kinesträdsväxter. Inga underarter finns listade i Catalogue of Life.